# Conde (Bahía)
Conde es un municipio brasileño del estado de Bahía. Se localiza a una latitud 11º48'49" sur y a una longitud 37º36'38" oeste, estando a una altitud de 12 metros. Su población estimada en 2004 era de 22 620 habitantes. Posee un área de 954,452 km².